# Lijst van voetbalinterlands Estland - San Marino
Deze lijst van voetbalinterlands is een overzicht van alle officiële voetbalwedstrijden tussen de nationale teams van Estland en San Marino. De landen speelden tot op heden vijf keer tegen elkaar, te beginnen met een vriendschappelijke wedstrijd op 21 mei 2002 in Serravalle. Het laatste duel, een groepswedstrijd tijdens de UEFA Nations League 2022/23, vond plaats in de San Marinese hoofdstad op 26 september 2022.

## Wedstrijden
| № | Plaats     | Datum             | Competitie                  | Wedstrijd            | Uitslag |
| - | ---------- | ----------------- | --------------------------- | -------------------- | ------- |
| 1 | Serravalle | 21 mei 2002       | Vriendschappelijk           | San Marino – Estland | 0 – 1   |
| 2 | Serravalle | 15 november 2014  | EK 2016 kwalificatie        | San Marino – Estland | 0 – 0   |
| 3 | Tallinn    | 14 juni 2015      | EK 2016 kwalificatie        | Estland – San Marino | 2 – 0   |
| 4 | Tallinn    | 2 juni 2022       | UEFA Nations League 2022/23 | Estland − San Marino | 2 − 0   |
| 5 | Serravalle | 26 september 2022 | UEFA Nations league 2022/23 | San Marino − Estland | 0 − 4   |

## Samenvatting
| Competitie          | Totaal gespeeld | Winst Estland | Gelijk | Winst San Marino | Doelsaldo Estland – San Marino |
| ------------------- | --------------- | ------------- | ------ | ---------------- | ------------------------------ |
| EK-kwalificatie     | 2               | 1             | 1      | 0                | 2 − 0                          |
| UEFA Nations League | 2               | 2             | 0      | 0                | 6 − 0                          |
| Vriendschappelijk   | 1               | 1             | 0      | 0                | 1 − 0                          |
| Totaal              | 5               | 4             | 1      | 0                | 9 − 0                          |

Wedstrijden bepaald door strafschoppen worden, in lijn met de FIFA, als een gelijkspel gerekend.

## Details

### Eerste ontmoeting
| Vriendschappelijk (Serravalle, San Marino, 21 mei 2002): |       |                     |
| San Marino                                               | 0 – 1 | Estland             |
|                                                          | goals | 36' Indrek Zelinski |

### Tweede ontmoeting
| EK 2016 kwalificatie (scheidsrechter Felix Brych, Serravalle, 15 november 2014): |              | |
| San Marino | 0 – 0        | Estland |
| | goals        | |
| Pierangelo Manzaroli | bondscoach   | Magnus Pehrsson |
| Aldo Simoncini Fabio Vitaioli Davide Simoncini Mirko Palazzi Cristian Brolli Giovanni Bonini Nicola Chiaruzzi Luca Tosi Matteo Vitaioli 77' José Hirsch 60' Andy Selva 82'            | opstellingen | Mihkel Aksalu Igor Morozov Dmitri Kruglov Karol Mets 74' Artjom Artjunin 46' Aleksandr Dmitrijev Konstantin Vassiljev Ilja Antonov Taijo Teniste Sergei Zenjov 62' Henrik Ojamaa |
| Manuel Battistini 60' Enrico Golinucci 77' Danilo Ezequiel Rinaldi 82' | wissels      | 46' Joel Lindpere 62' Henri Anier 74' Ingemar Teever |
| Davide Simoncini 11' Mirko Palazzi 57' | gele kaarten | 1' Aleksandr Dmitrijev 69' Igor Morozov 90+1' Karol Mets |
| - Debuut van Enrico Golinucci (AC Libertas) voor San Marino. - Na 61 opeenvolgende nederlagen – een wereldrecord – houdt San Marino weer eens een punt over aan een kwalificatieduel. |              | |

### Derde ontmoeting
| EK 2016 kwalificatie (scheidsrechter Ivan Kružliak, Tallinn, 14 juni 2015):                                                                                               |              | |
| Estland | 2 – 0        | San Marino |
| Sergei Zenjov 35' Sergei Zenjov 63' | goals        | |
| Magnus Pehrsson | bondscoach   | Pierangelo Manzaroli |
| Mihkel Aksalu Ragnar Klavan Taijo Teniste Ken Kallaste Karol Mets Joel Lindpere 84' Aleksandr Dmitrijev Ats Purje Konstantin Vassiljev 79' Rauno Alliku Sergei Zenjov 88' | opstellingen | Aldo Simoncini Alessandro Della Valle Mirko Palazzi Cristian Brolli Giovanni Bonini Lorenzo Gasperoni Manuel Battistini 71' Luca Tosi 79' Danilo Ezequiel Rinaldi José Hirsch 90' Matteo Vitaioli |
| Ilja Antonov 79' Dmitri Kruglov 84' Ingemar Teever 88' | wissels      | 71' Michele Cervellini 79' Mattia Stefanelli 90' Alessandro Bianchi |
| | gele kaarten | 58' Manuel Battistini |
| - Honderdste interland van Joel Lindpere (MTÜ JK Nõmme Kalju) voor Estland.                                                                                               |              | |

EJL · A-internationals · Bondscoaches · Statistieken · Estisch vrouwenelftal · Olympisch elftal · Estland U21 · Estland U20 · Estland U19 · Estland U18 · Estland U17 · Estland U16
1920 – 1929 ·
1930 – 1939 ·
1940 – 1949 ·
1950 – 1990 · 
1990 – 1999 ·
2000 – 2009 ·
2010 – 2019 ·
2020 − 2029
OS 1924
1920 ·
1921 ·
1922 ·
1923 ·
1924 ·
1925 ·
1926 ·
1927 ·
1928 ·
1929 · 
1930 · 
1931 · 
1932 · 
1933 · 
1934 · 
1935 · 
1936 · 
1937 · 
1938 · 
1939 · 
1940 · 
1941 · 
1942 · 
1943 · 1944 · 
1945 · 
1946 · 
1947 · 
1948 · 
1949 · 
1950 – 1990 · 
1991 · 
1992 · 
1993 · 
1994 · 
1995 · 
1996 · 
1997 · 
1998 · 
1999 · 
2000 · 
2001 · 
2002 · 
2003 · 
2004 · 
2005 · 
2006 · 
2007 · 
2008 · 
2009 · 
2010 · 
2011 · 
2012 · 
2013 · 
2014 · 
2015 · 
2016 ·
2017 ·
2018 ·
2019 ·
2020
Albanië ·
Andorra ·
Angola ·
Antigua en Barbuda ·
Argentinië ·
Armenië ·
Azerbeidzjan ·
België ·
Bosnië-Herzegovina ·
Brazilië ·
Bulgarije ·
Canada ·
Chili ·
China ·
Cyprus ·
Denemarken ·
Duitsland ·
Ecuador ·
Egypte ·
El Salvador ·
Engeland ·
Equatoriaal-Guinea ·
Faeröer ·
Fiji ·
Filipijnen ·
Finland ·
Frankrijk ·
Georgië · 
Gibraltar ·
Griekenland ·
Hongarije ·
Hongkong ·
Ierland ·
IJsland ·
Indonesië ·
Irak ·
Israël ·
Italië ·
Jordanië ·
Kazachstan ·
Kirgizië ·
Kroatië ·
Letland ·
Libanon ·
Liechtenstein ·
Litouwen ·
Luxemburg ·
Malta ·
Marokko ·
Mexico ·
Moldavië ·
Montenegro ·
Nederland ·
Nieuw-Caledonië ·
Nieuw-Zeeland ·
Noord-Ierland ·
Noord-Macedonië ·
Noorwegen ·
Oekraïne ·
Oezbekistan ·
Oman ·
Oostenrijk ·
Polen ·
Portugal ·
Qatar ·
Roemenië ·
Rusland ·
Saint Kitts en Nevis ·
San Marino ·
Saoedi-Arabië ·
Schotland ·
Servië ·
Slovenië ·
Slowakije · 
Spanje ·
Tadzjikistan ·
Thailand ·
Trinidad en Tobago ·
Tsjechië ·
Turkije ·
Turkmenistan ·
Uruguay ·
Vanuatu ·
Venezuela ·
Verenigde Arabische Emiraten ·
Verenigde Staten ·
Vietnam ·
Wales ·
Wit-Rusland ·
Zweden ·
Zwitserland
FSGC · A-internationals · Bondscoaches · Statistieken · San Marino U21 · San Marino U19 · San Marino U18 · San Marino U17 · San Marino U16
1986 – 1989 · 1990 – 1999 · 2000 – 2009 · 2010 – 2019 · 2020 – 2029
2000 · 2001 · 2002 · 2003 · 2004 · 2005 · 2006 · 
Albanië · 
Andorra ·
Azerbeidzjan ·
België · 
Bosnië en Herzegovina · 
Bulgarije ·
Canada ·
Cyprus ·
Denemarken ·
Duitsland · 
Engeland · 
Estland · 
Faeröer · 
Finland · 
Gibraltar · 
Griekenland · 
Hongarije · 
Ierland · 
IJsland ·
Israël · 
Italië · 
Kaapverdië ·
Kazachstan ·
Kosovo ·
Kroatië · 
Letland · 
Libanon · 
Liechtenstein · 
Litouwen · 
Luxemburg ·
Malta ·
Moldavië ·
Montenegro ·
Nederland · 
Noord-Ierland · 
Noorwegen ·
Oekraïne ·
Oostenrijk · 
Polen · 
Roemenië · 
Rusland · 
Saint Kitts en Nevis ·
Saint Lucia ·
Schotland · 
Servië en Montenegro · 
Seychellen ·
Slovenië · 
Slowakije · 
Spanje · 
Syrië ·
Tsjechië · 
Turkije · 
Wales · 
Wit-Rusland · 
Zweden · 
Zwitserland
Nederland (2011)